# Sigma Persei
Sigma Persei (σ Per) – gwiazda w gwiazdozbiorze Perseusza, będąca olbrzymem o typie widmowym K3 III. Znajduje się około 360 lat świetlnych od Słońca.

## Charakterystyka
Sigma Persei jest pomarańczowym olbrzymem, który świeci ponad 300 razy jaśniej od Słońca, o temperaturze około 4200 kelwinów. Wokół gwiazdy krąży planeta, gazowy olbrzym o oznaczeniu Sigma Persei b. Ma ona masę od 5,5 do 7,5 MJ.